# Cycles Wheeler
Les cycles Wheeler furent présentés par l'économiste américain Raymond H. Wheeler dans son ouvrage Climate, the key to understanding Business cycles paru dans les années 1930. Son postulat est le suivant : l'histoire politique et économique de l'humanité est influencée de manière profonde par des variations climatiques, qui reviennent régulièrement toutes les 100 ans. Ces variations prennent la forme de cycles d'une durée de 70 à 120 ans, composés de quatre phases.
Selon Wheeler, les phases de climat chaud se caractériseraient par une tendance holiste de la société, c'est-à-dire que le groupe y prime sur l'individu. Les cas les plus extrêmes mènent à des dictatures et à des guerres d'importance majeure. Inaugurés par des périodes de baisse de la natalité et de dépression économique, ces phases correspondrait à des périodes d'excès, voyant naître l'art et la littérature classique (âges d'or). Leurs dernières années verraient un bond en avant de l'économie.
Au contraire, les phases de climat froid se manifesteraient par une atomisation de la société et une présence importante de l'individualisme. L'humanité y serait agressive et indépendante, provoquant des ères de révolution et de guerre civile, mais aussi des sociétés démocratiques. L'art y serait « romantique ». C'est durant ces périodes qu'émergeraient de grands hommes, des leaders charismatiques (d'après la théorie de Wheeler, 90 % des grands leaders ayant bonne réputation en 2008 auraient émergé dans des périodes dites froides).

## Cycles de base
Il existe quatre cycles de base :
- Froid-sec
- Chaud-humide
- Chaud-sec
- Froid-humide

### Froid-sec
Cette première phase se caractériserait par un individualisme généralisé, s'appuyant sur des gouvernements faibles. Ce serait des périodes de migrations importantes, donnant parfois lieu à des émeutes raciales. Les guerres civiles et intrigues de palais y seraient monnaie courante. La population de cette phase serait cosmopolite et épicurienne, s'enfonçant dans la superficialité et le scepticisme. Il s'agirait du climat le plus froid du cycle, doublé d'une activité sismique et volcanique assez intense. Le dernier cycle de ce type se serait terminé vers l'an 2000.
La transition de cette phase vers la phase de climat chaud-humide, la suivante, serait marquée par une retour de l'intérêt pour la connaissance et la culture, l'émergence de génies scientifiques, la révolution industrielle mais aussi le retour du nationalisme et l'impérialisme.

### Chaud-humide
Wheeler définit comme un « printemps » cette deuxième phase. L'humanité, bénéficiant d'un climat favorable et d'une augmentation de la natalité, se manifesterait par un comportement fortement énergique. En découlerait une certaine agressivité politique et économique, et l'apparition de leaders permettant la stabilité des États. L'économie serait prospère, la population optimiste. C'est durant ces phases qu'émergeraient la volonté d'explorer et de coloniser.
La phase de transition qui suit verrait les États devenir de plus en plus bureaucratiques, radicalisés et centralisés. Les minorités commencent à subir des persécutions, et des révoltes explosent.

### Chaud-sec
Cette phase connaitrait, dans la continuité de la transition qui précède, des tyrannies bureaucratiques au profit d'une ploutocratie ou d'une oligarchie, mâtinée de militarisme. Un fort totalitarisme risque d'apparaître, en particulier dans les années où le climat est le plus chaud. Massacres, fanatisme et inquisition prendraient place dans cette phase.
Il y a possibilité, durant la phase de climat chaud-sec, d'apparition de ce que Wheeler nomme un cold break, en particulier au moment où le cycle solaire est à son sommet. Il se caractériserait par des guerres civiles et d'éphémères réformes démocratiques, avant de retomber dans la phase d'origine.
La transition entre la phase de climat chaud-sec et celle de climat froid-humide serait une période de décadence, de cruauté, d'esclavage et de massacres. L'exemple donné dans l'ouvrage est celui de la Seconde Guerre mondiale. Quand la température et le niveau de pluie baissent, cette transition serait achevée.

### Froid-humide
La phase qui suivrait serait marquée par la décentralisation étatique, et l'émancipation des populations. L'éducation deviendrait plus systématisée. Le taux de natalité augmenterait, et les individus seraient plus vigoureux, en meilleure santé. Cette phase verrait des migrations de masse et une prospérité économique doublée d'une accélération de la mondialisation.

## Cycles de mille ans
Wheeler parle également de cycles de 1 000 ans, composés eux-mêmes de deux cycles de 500 ans, le climat étant plus chaud à la fin du premier cycle pour refroidir à partir du début du second. La présence de ces cycles de 500 ans provoquerait une forte sévérité de chaque cinquième phase froide des cycles de 100 ans. Cet événement aurait eu lieu aux siècles suivants : Ve siècle av. J.-C., Ier siècle, Ve siècle, Xe siècle et XVe siècle, et marqueraient des points de transition entre les différentes civilisations. Wheeler avait prévu le prochain pour le début du XXIe siècle.

## Sources
- (en) Cycles Research Institute